# Marine Friesen
Marine de Almeida Friesen mais conhecida como Marine Friesen (Rio de Janeiro, 5 de fevereiro de 1988) é uma cantora, compositora, multi-instrumentista e arranjadora brasileira de música cristã contemporânea.

## Biografia
Marine começou cedo a tocar e cantar na Igreja de seus pais. Seu primeiro instrumento foi bateria. Em 2005 se mudou para Santa Luzia-MG para fazer o curso de "Liderança de Louvor" no CTMDT (Centro de Treinamento Ministerial Diante do Trono) e em 2006 foi chamada pela Ana Paula Valadão a participar do Diante do Trono, e participou de vários discos como cantora e instrumentista. É casada com o baixista Daniel Friesen.
Em 2015, lançou Alfa e Ômega, seu primeiro disco solo, cuja distribuição ficou a cargo da Onimusic. A obra conteve participação dos músicos da banda do Diante do Trono da época, além dos cantores Fernandinho e Bruna Karla.
Em maio de 2016, a artista gravou um DVD com as músicas do show no estádio Mineirinho, em Belo Horizonte.
Em 15 de agosto do mesmo ano, assinou um contrato com a gravadora MK Music.[carece de fontes?]

## Discografia

### Carreira solo
Álbuns ao vivo
- 2015: Alfa e Ômega
- 2016: Alfa e Ômega (nova versão, áudio do DVD)
- 2017: Ressuscitou

EPs
- 2020: Leão de Judá

DVDs
- 2016: Alfa e Ômega

### Com o Diante do Trono
- 2007: Príncipe da Paz
- 2008: A Canção do Amor
- 2009: Tua Visão
- 2011: Sol da Justiça
- 2012: Creio
- 2013: Renovo
- 2014: Tu Reinas
- 2015: Tetelestai
- 2017: Deserto de Revelação
- 2018: Eu e minha Casa